# Instituto de Química, Física de Materiales, Medio Ambiente y Energía
El Instituto de Química, Física de los Materiales, Medio Ambiente y Energía (INQUIMAE) es un centro de investigación multidisciplinaria de doble dependencia entre la Universidad de Buenos Aires (University of Buenos Aires, UBA) y el CONICET.  Se emplaza en la Facultad de Ciencias Exactas y Naturales.

## Objetivo
El objetivo del instituto es promover la investigación básica y aplicada de calidad en distintas áreas de la química, la ciencia de materiales, la fisicoquímica, la ingeniería energética y las ciencias ambientales. Logrando así contribuir al desarrollo tecnológico, desde los aspectos fundamentales hasta la implementación, poniendo foco en problemáticas de relevancia local, nacional, y regional.

## Historia
Fue creado en 1992 como instituto de la Universidad de Buenos Aires, pasando a formar parte de CONICET en 1995.
Su primer director fue el Dr. Roberto Fernández Prini acompañado por el Dr. José  Antonio Olabe como vicedirector. En mayo de 2008 asume la dirección el Dr. Ernesto J. Calvo tras ser elegido por concurso público. Actualmente, la dirección está a cargo del Dr. Darío Estrin.
En 2017 el aula de seminarios del instituto fue nombrada Roberto Fernández Prini en honor al director fundador.

## Áreas de investigación
- Bioinorgánica, Bioanalítica y Biofisicoquímica
- Compuestos de Coordinación
- Energía
- Materiales
- Medio Ambiente
- Química Ambiental
- Sensores y Dispositivos
- Superficies e Interfaces

## Consejo
Se encuentra compuesto por:
- Director: Darío Estrin
- Vicedirectora: Florencia Di Salvo
- Vocales en representación de los investigadores: Lucila Mendez De Leo, Ernesto Marceca, Florencia Di Salvo, Sara Bari, María Ana Castro, Fabio Doctorovich, Mercedes Perullini, Ezequiel de la Llave, Cecilia Sorbello
- Vocales en representación de los investigadores en formación: Esteban Gadea, Nahir Vadra, Leandro Benavides, Nicolás Cabrera
- Vocales en representación del personal de apoyo: Horacio Bogo, Adriana Martínez